# Czungkingozaur
Czungkingozaur – rodzaj wymarłych dinozaurów ptasiomiednicznych z rodziny stegozaurów zamieszkujących tereny obecnych Chin w epoce jury późnej.

## Odkrycie i nazwa
Skamieniałości czungkingozaura zostały po raz pierwszy odkryte w 1977 roku na terenie górnej formacji Shaximiao w okolicach chińskiego miasta Chongqing. Nowy takson Chungkingosaurus został  w 1983 roku przez Dong Zhiminga, Zhou Shiwu i Zhang Yihonga.

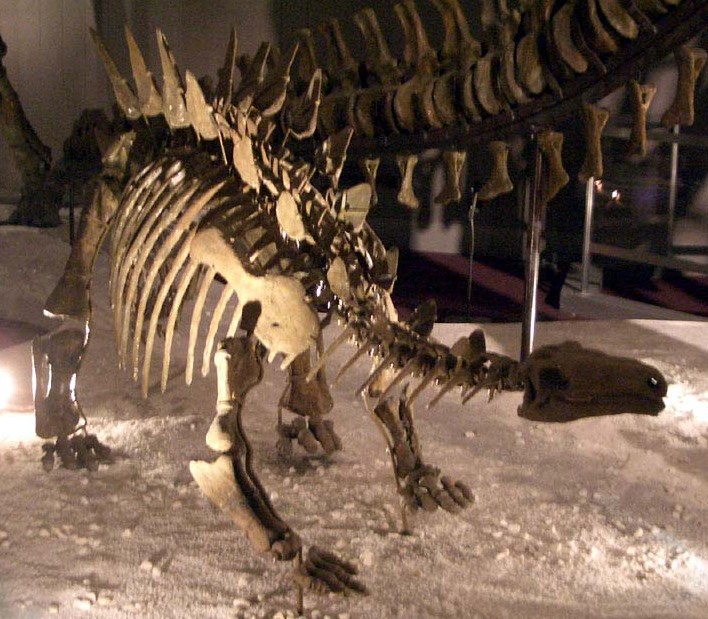
szkielet czungkingozaura (Hong Kong Science Museum)

Nazwa rodzajowa Chungkingosaurus odnosi się do miejsca znalezienia pierwszego okazu, miasta Chongqing w prowincji Syczuan. Epitet gatunkowy jedynego jak dotąd opisanego gatunku czungkingozaura jiangbeiensis odnosi się do jednej z dzielnic Chongqing, Jiangbei. Pełną nazwę Chungkingosaurus jiangbeiensis można więc tłumaczyć jako „jaszczur z Jiangbei w mieście Chongqing”.
Na holotyp o oznaczeniu CV 00206 znaleziony w górnej formacji Shaximiao składały się: przedni fragment czaszki, przedni fragment żuchwy, 10 kręgów grzbietowych, miednica z kością krzyżową, 23 kręgi ogonowe, fragment kości ramiennej, 3 kości śródręcza, obie kości udowe i piszczelowe oraz 5 tylnych płyt kostnych.
Dong et al. w 1983 roku opisali trzy kolejne gatunki czungkingozaura, które nie zyskały osobnych nazw, lecz zostały oznaczone jako Chungkingosaurus sp. 1–3. Chungkingosaurus 1 o oznaczeniu CV 00207 opisany został na podstawie bloku biodrowo-krzyżowego i niekompletnych kości kulszowych. Chungkingosaurus 2 oznaczony CV00205 opisano w oparciu o 4 kręgi ogonowe, uszkodzony kręg krzyżowy, prawą kość ramienną, obie kości udowe oraz niezidentyfikowane fragmenty należące do tego osobnika. Chungkingosaurus 3 oznaczony jako CV00208 został opisany na podstawie znalezionych 10 tylnych kręgów ogonowych z szewronami oraz sześciu kolców ogonowych.
W 2006 roku Sussanah Maidment i Wei Guangbiao uznali czungkingozaura za ważny takson, mimo że znacznej części materiału nie można było już zlokalizować. Okaz CV00207 został uznany za jeden z dwóch ważnych taksonów jurajskich stegozaurów z Chin. W 2010 roku Gregory S. Paul zasugerował hipotezę, jakoby czungkingozaur miał być tak na prawdę młodym osobnikiem tuodziangozaura.
W 2014 roku Roman Ulansky nazwał CV 00205 Chungkingosaurus giganticus, a CV 00207 Chungkingosaurus magnus. W 2016 roku Peter Galton i Kenneth Carpenter zidentyfikowali oba okazy jako nomina dubia, uznawszy je następnie za należące do opisanego już gatunku Chungkingosaurus jiangbeinsis.

## Budowa

Porównanie sylwetki dorosłego człowieka z holotypowym okazem chungkingozaura

Zgodnie z ustaleniami zespołu Dong et al. holotypowy osobnik Chungkingosaurus jiangbeiensis był jednym z mniejszych przedstawicieli stegozaurów, długość dorosłego osobnika nie przekraczała 4 m, a jego masa mogła wynosić niecałe 600 kg. Zespół Donga wykazał liczne podobieństwa anatomiczne między czungkingozaurem a tuodziangozaurem. Czungkingozaur był mniejszy niż jego krewniak, miał węższą i wyższą czaszkę, różnił się także budową uzębienia.
Czungkingozaur prawdopodobnie posiadał na grzbiecie 14 par kostnych płyt, a za nimi, na ogonie 4 kolce. Płyty pogrubione są w połowie wysokości, wzdłuż ciała zmieniają one kształt z romboidalnego w trójkątny, na podobieństwo tuodziangozaura. Umocowane na ogonie kolce zostały znalezione tylko przy okazie CV 00208. Dong odnotował, że przednie, znajdujące się na wysokości łopatek przednich kończyn, kolce również zostały odnalezione, uległy jednak uszkodzeniu podczas prac wykopaliskowych. Unikalną cechą czungkingozaura miało być ustawienie kolców na ogonie. Te miały znajdować się w pozycji niemal poziomej zorientowane w stronę końca ogona.

## Systematyka
Czungkingozaur został przez autora opisu taksonu umieszczony w podrodzinie Stegosaurinae. W 2006 roku Maidment i Wei sklasyfikowali takson jako bazalny w infrarzędzie Stegosauria. W 2008 roku Maidment et al. przypisali go do rodziny Huayangosauridae.

## Paleobiologia i paleoekologia

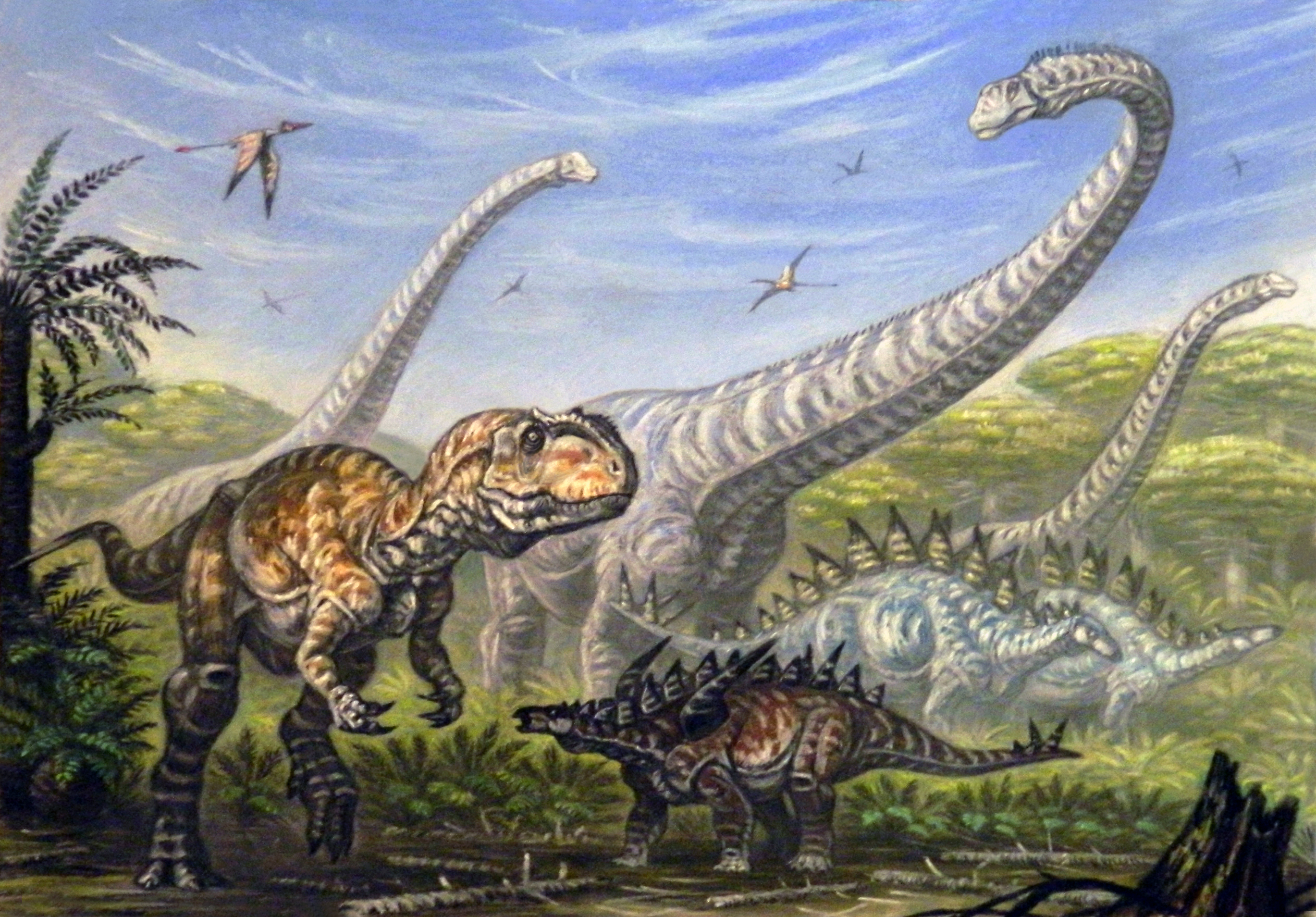
Fauna formacji Shaximiao w okresie późnej jury: szczytowy drapieżnik – jangczungozaur, stegozaury – gigantspinozaur i tuodziangozaury, w tle mamenchizaury

Jak wszystkie stegozaury, czungkingozaur był dinozaurem roślinożernym.
Czungkingozaur dzielił ekosystem z innymi stegozaurami (czialingozaur, tuodziangozaur) oraz dużymi zauropodami (omeizaur, mamenchizaur). Naturalnym wrogiem dla roślinożerców dla jurajskiego obszaru Chin mógł być m.in. jangczuanozaur.